# Енглвуд (Колорадо)
Енглвуд (англ. Englewood) — місто (англ. city) в США, в окрузі Арапаго штату Колорадо. Населення — 33 659 осіб (2020).

## Географія
Енглвуд розташований за координатами 39°38′49″ пн. ш. 104°59′39″ зх. д. / 39.64694° пн. ш. 104.99417° зх. д. (39.646876, -104.994129).  За даними Бюро перепису населення США в 2010 році місто мало площу 17,21 км², з яких 16,98 км² — суходіл та 0,23 км² — водойми.

### Клімат
| Клімат : Енглвуд        | Клімат : Енглвуд | Клімат : Енглвуд | Клімат : Енглвуд | Клімат : Енглвуд | Клімат : Енглвуд | Клімат : Енглвуд | Клімат : Енглвуд | Клімат : Енглвуд | Клімат : Енглвуд | Клімат : Енглвуд | Клімат : Енглвуд | Клімат : Енглвуд | Клімат : Енглвуд |
| Показник                | Січ.             | Лют.             | Бер.             | Квіт.            | Трав.            | Черв.            | Лип.             | Серп.            | Вер.             | Жовт.            | Лист.            | Груд.            | Рік              |
| Абсолютний максимум, °C | 22,2             | 23,9             | 30,6             | 31,7             | 34,4             | 40,6             | 42,2             | 40,0             | 37,8             | 35,6             | 27,2             | 24,4             | 42,2             |
| Середній максимум, °C   | 6,1              | 7,8              | 11,7             | 16,1             | 21,1             | 27,2             | 30,6             | 28,9             | 24,4             | 17,8             | 10,6             | 6,1              | 17,4             |
| Середній мінімум, °C    | −7,2             | −5,6             | −2,2             | 2,2              | 7,2              | 11,7             | 15,0             | 13,9             | 8,9              | 2,8              | −3,3             | −7,2             | 3,1              |
| Абсолютний мінімум, °C  | −35,6            | −36,1            | −31,7            | −21,7            | −10,6            | −2,8             | 2,2              | 0,0              | −9,4             | −22,2            | −29,4            | −35,6            | −36,1            |
| Норма опадів, мм        | 10               | 10               | 24               | 31               | 30               | 29               | 39               | 34               | 18               | 15               | 14               | 11               | 265              |
| ----------------------- | ---------------- | ---------------- | ---------------- | ---------------- | ---------------- | ---------------- | ---------------- | ---------------- | ---------------- | ---------------- | ---------------- | ---------------- | ---------------- |
| Джерело: MSN Weather    |                  |                  |                  |                  |                  |                  |                  |                  |                  |                  |                  |                  |                  |

## Демографія
Згідно з переписом 2010 року, у місті мешкало 30 255 осіб у 14 375 домогосподарствах у складі 7008 родин. Густота населення становила 1758 осіб/км².  Було 15478 помешкань (899/км²).
Расовий склад населення:
| - 84,4 % — білих - 2,2 % — чорних або афроамериканців - 1,9 % — азіатів - 1,4 % — корінних американців - 0,2 % — вихідців з тихоокеанських островів - 6,5 % — осіб інших рас |

До двох чи більше рас належало 3,5 %. Частка іспаномовних становила 18,1 % від усіх жителів.
За віковим діапазоном населення розподілялося таким чином: 18,3 % — особи молодші 18 років, 69,2 % — особи у віці 18—64 років, 12,5 % — особи у віці 65 років та старші. Медіана віку мешканця становила 37,1 року. На 100 осіб жіночої статі у місті припадало 100,2 чоловіків;  на 100 жінок у віці від 18 років та старших — 99,5 чоловіків також старших 18 років.
Середній дохід на одне домашнє господарство  становив 61 263 долари США (медіана — 47 046), а середній дохід на одну сім'ю — 76 195 доларів (медіана — 55 444). Медіана доходів становила 43 138 доларів для чоловіків та 37 275 доларів для жінок. За межею бідності перебувало 16,5 % осіб, у тому числі 22,6 % дітей у віці до 18 років та 8,8 % осіб у віці 65 років та старших.
Цивільне працевлаштоване населення становило 17 530 осіб. Основні галузі зайнятості: освіта, охорона здоров'я та соціальна допомога — 18,5 %, науковці, спеціалісти, менеджери — 16,2 %, роздрібна торгівля — 14,9 %.